# Nagchu, Nagchu
Nagchu, även stavat Nagqu, är ett härad (dzong) som lyder under prefekturen Nakchu i Tibet-regionen i sydvästra Kina. Det ligger omkring 77 kilometer sydost om regionhuvudstaden Lhasa. 